# Robert II van Bourbon-Parma
Robert (II) Reinier Alexis Lodewijk Hendrik Deodatus Elias Pius Maria van Bourbon-Parma (Schloss Weilburg, Baden bei Wien, 7 augustus 1909 — Wenen, 25 november 1974) was vanaf 1959 titulair hertog van Parma. 
Hij was een prins uit het Huis Bourbon-Parma en het vierde kind en de tweede zoon van Elias van Bourbon-Parma en diens vrouw Maria Anna van Oostenrijk. Tevens was hij een neef van Carlos Hugo, de latere echtgenoot van de Nederlandse prinses Irene. In 1959 volgde hij zijn vader op als hertog van Parma en als hoofd van het Huis Bourbon-Parma. Als hertog van Parma werd hij opgevolgd door zijn half-oom Xavier van Bourbon-Parma.
Robert was Ridder in de Heilige Militaire Constantijnse Orde van Sint-Joris, al had hij aanspraken op het grootmeesterschap van een eigen Constantijnse Orde, de Parmezaanse Constantijnse Orde van Sint-Joris.
Robert bleef ongetrouwd en had geen kinderen.